# ゲルミシジン
ゲルミシジン (Germicidin) は、ストレプトマイセス属が産生する天然化合物であり、胞子の発芽の自己調節阻害剤として作用する。Streptomyces viriochromogenesでは、低濃度 (200 pM) で自己の分節胞子の発芽が阻害され、高濃度でブタのNa+/K+-活性化ATPアーゼを阻害する。ストレプトマイセス属のゲルミシジンを投与することで、コショウソウLepidium sativumの発芽の阻害効果も観察される。ゲルミシジンやその他の天然化合物は、その抗生物質や抗真菌薬としての活性を利用して薬剤として用いられる可能性もある。
Streptomyces coelicorからはゲルミシジンA、ゲルミシジンB、ゲルミシジンC、スルガピロンA（ゲルミシジンD）の4つのホモログが単離されており、全てが胞子の発芽を阻害する。ゲルミシジンAは可逆的な阻害作用を持ち、菌糸の伸長にも関与している。

## 生合成
ゲルミシジンA、BおよびCの生合成は、ゲルミシジンシンターゼ (Gcs) と呼ばれるIII型ポリケチド合成酵素によって行われる。スルガピロンAも、同様にGcsホモログによって合成されると考えられている。Gcsは基質の柔軟性が高く、補酵素Aまたはアシル輸送タンパク質 (ACP) のいずれかのチオエステル結合を介して転位される様々なアシル基を受け入れる。ACPがアシル基のキャリアである場合、触媒効率は10倍高くなる。Gcsの結晶構造は、二量体の相互作用面に余計な40残基の挿入がある以外は、特徴的なIII型の構造を示す。
ゲルミシジンの生合成経路はまだ完全には解明されていないが、実験的証拠から、脂肪酸の合成に由来する出発物質から、以下のような経路を通ると考えられている。
ACPは、補酵素AとACPシンターゼにより、アポ酵素からホロ酵素に変換される。(アシル輸送タンパク質) S-マロニルトランスフェラーゼ (FabD) によって、ホロ型のACPはマロニルCoAとともにマロニル-ACPへ変換される。イソブチリルCoAまたは2-メチルブチリルCoAを用いて、β-ケトアシル-(アシル輸送タンパク質)シンターゼIII (FabH) は脱炭酸重合によりマロニルACPをアシルACP中間体に変換する。アシル中間体はその後、GcsによってメチルマロニルCoAかエチルマロニルCoAともに重合、環化されてゲルミシジンが生成される。

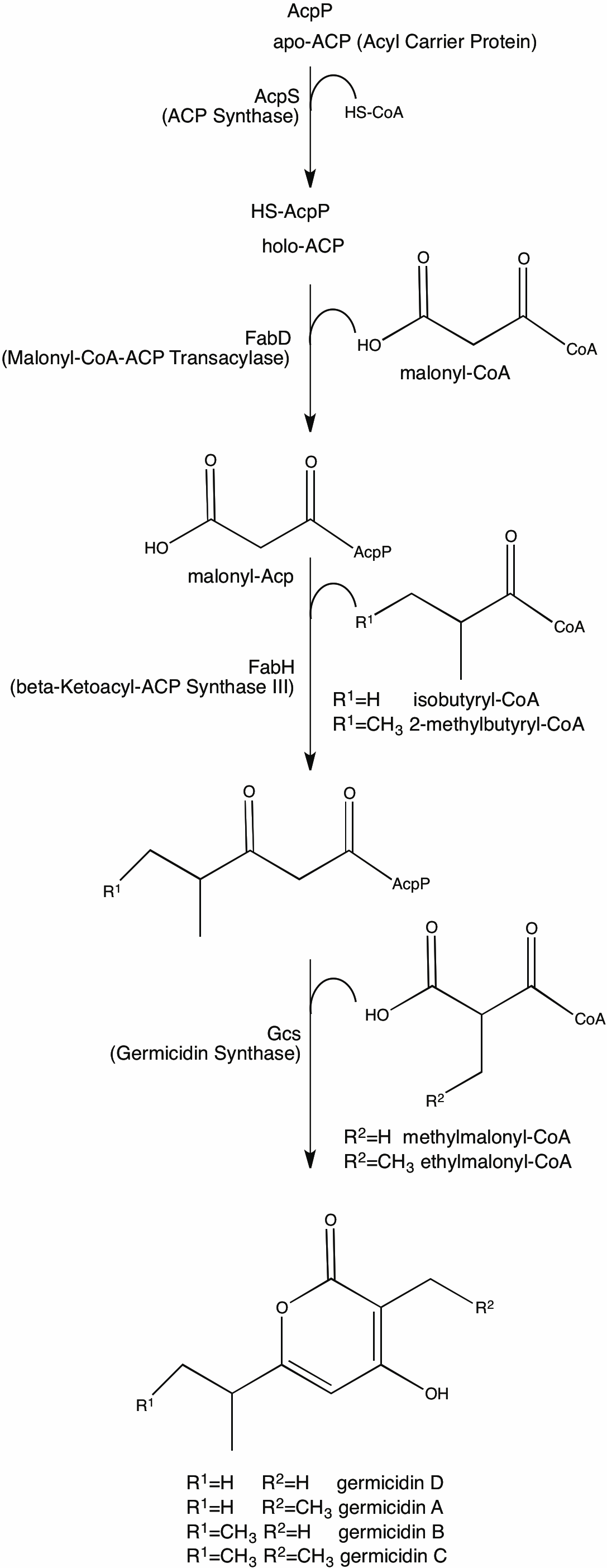
ゲルミシジンの生合成